# Nachlöscharbeiten
Als Nachlöscharbeiten bezeichnet man die Arbeit der Feuerwehr, nachdem das eigentliche Feuer bekämpft ist („Feuer aus“). Sie sind Bestandteil des Feuerwehreinsatzes. Im Zuge der Nachlöscharbeiten werden mit einem im Gegensatz zum vorhergehenden Brand reduzierten Aufgebot an Einsatzkräften und -mitteln beispielsweise Brandschutt entfernt bis hin zum Ausräumen des betroffenen Raumes oder Gebäudes, Zwischendecken und -wände geöffnet oder in Absprache mit der Polizei auch erste Abrissarbeiten vorgenommen und hierbei entdeckte Glutnester abgelöscht.
Im Anschluss an die Nachlöscharbeiten kann der Einsatzleiter eine Brandwache anordnen. Stellt die Brandwache später ein Wiederaufflammen des Feuers fest, werden die Nachlöscharbeiten wieder aufgenommen.

## Geschichte
Die Bereitstellung von „Löschgeräthen und Anstalten“ wurde bereits vor rund 200 Jahren für den örtlichen Brandschutz angeordnet. So war festgelegt, dass in jeder Gemeinde insbesondere für Nachlöscharbeiten „Feuerpatschen oder Löschwischen angeschafft und in brauchbarem Stande unterhalten werden“. Beispielsweise erließ die herzoglich-nassauische Regierung im November 1826 eine diesbezügliche Verordnung für ihr Herrschaftsgebiet.